# Kirakira
Kirakira es la capital de la provincia de Makira-Ulawa, en las Islas Salomón. Está situada en la costa norte de la isla de Makira, antiguamente llamada San Cristóbal. En 2009 contaba con una población de 2.979 habitantes.
Posee carreteras que conectan la población con el este de la isla hasta el río Warihito, situado a unos 18 km, y hasta la bahía Maro'u, unos 100 km al oeste. Cuenta también con el aeropuerto de Kirakira.